# Graafschap Rantzau
Rantzau was een tot de Neder-Saksische Kreits behorend graafschap binnen het Heilige Roomse Rijk.
In 1640 stierven de graven van Holstein-Pinneberg uit het huis Schaumburg uit. Hun graafschap viel aan de twee hoofdtakken van het huis Oldenburg: de koninklijke Deense tak en de tak Holstein-Gottorp. Het graafschap werd verdeeld, waarbij het ambt Barmstedt aan Holstein-Gottorp kwam. Hertog Frederik III van Holstein-Gottorp verkocht het ambt Barmstedt met Elmshorn in 1649 aan de koninklijke stadhouder Christiaan Rantzau. 
In 1650 werd de familie Rantzau in de rijksgravenstand verheven. Het ambt Barmstedt werd een rijksvrij graafschap.
In 1726 vermoordde Willem Adolf Rantzau zijn oudere kinderloze broer. Denemarken nam het graafschap daarop in beslag en herenigde het met het hertogdom Holstein.